# Ульріка Фредеріка Вільгельміна Гессен-Кассельська
Ульріка Фредеріка Вільгельміна Гессен-Кассельська (нім. Ulrike Friederike Wilhelmine von Hessen-Kassel, 31 жовтня 1722 — 28 лютого 1787) — принцеса Гессен-Кассельська, дружина герцога Ольденбурзького Фрідріха Августа I, мати королеви Швеції та Норвегії Ядвіги Єлизавети.

## Біографія
Ульріка Фредеріка Вільгельміна народилась 31 жовтня 1722 року в Ойтіні. Вона була другою дитиною і першою донькою в родині принца Гессен-Кассельського Максиміліана та його дружини Фредеріки Шарлотти Гессен-Дармштадтської. Мала старшого брата Карла, що помер за кілька тижнів після її народження. Згодом в сім'ї з'явилося п'ятеро молодших доньок, з яких вижило троє.
1723 року родина оселилася в садибі Рішероде у Єсбергу, який Максиміліан отримав від батька. Для доньок він збудував спеціальний Сад принцес. Часто дівчата з матір'ю гостювали у діда Ернста Людвіга, що правив Гессен-Дармштадтом.
У 30 років Ульріка пошлюбилася із 41-річним князем-єпископом Любека Фрідріхом Августом Гольштейн-Готторпським. Весілля відбулося 21 листопада 1752 року у Касселі. Вона вийшла заміж другою із сестер: за п'ять місяців до неї взяла шлюб Вільгельміна, а за рік після неї — одружилася Кароліна.
Ульріка Фредеріка та Фрідріх Август мали трьох дітей. Проживало подружжя в Ойтинському замку.
1773 року данський король Крістіан V передав Павлу Петровичу, як голові Гольштейн-Готторпського дому, ольденбурзькі території. Павло відразу відмовився від них на користь двоюрідного діда Фрідріха Августа. Так чоловік Ульріки Фредеріки став графом Ольденбургу, а наступного року — його герцогом. Тоді ж їхня донька Ядвіга Єлизавета одружилася із шведським герцогом Карлом Сьодермландським і залишила країну.
Фрідріх Август пішов з життя 1785 року. Для Ульріки Фредеріки у 1786 році почали зводити власний палац як удовину долю. Однак, вона померла до завершення будівництва в останній день зими 1787 року.

## Родина
Чоловік — Фрідріх Август
Діти:

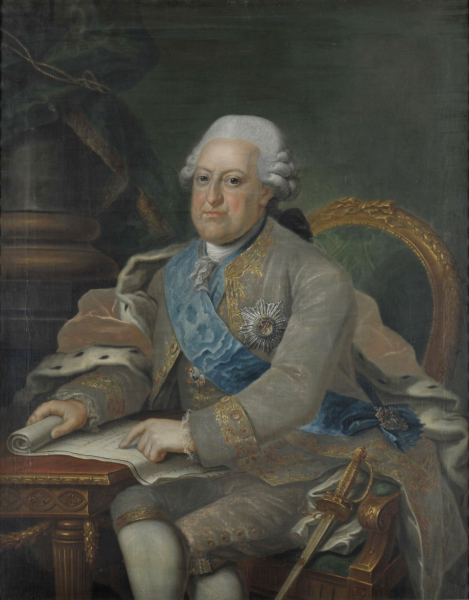
Чоловік Фрідріх Август

- Петер Фрідріх Вільгельм (1754—1823) — герцог Ольденбургу під регентством свого кузена Петера Людвіга, оскільки мав психічне захворювання, одружений не був, дітей не мав;
- Луїза Кароліна (1756—1759) — померла в дитячому віці;
- Ядвіга Єлизавета Шарлотта (1759—1818) — дружина короля Швеції та Норвегії Карла XIII, мала двох дітей, що померли немовлятами.